# 272 Antonia
Antonia (asteroide 272) é um asteroide da cintura principal com um diâmetro de 25,35 quilómetros, a 2,6917593 UA. Possui uma excentricidade de 0,0308226 e um período orbital de 1 690,63 dias (4,63 anos).
Antonia tem uma velocidade orbital média de 17,8721283 km/s e uma inclinação de 4,44362º.
Este asteroide foi descoberto em 4 de Fevereiro de 1888 por Auguste Charlois.